# Grindelia fraxinipratensis
Grindelia fraxinipratensis là một loài thực vật có hoa trong họ Cúc. Loài này được Reveal & Beatley mô tả khoa học đầu tiên năm 1972.